# Ньябіраба (комуна)
Ньябіраба  — одна з комун провінції Бужумбура-Рурал, сільського району, прилеглого до міста Бужумбура, на заході Бурунді. Центр — однойменне містечко Ньябіраба.